# Heuchera lakelae
Heuchera lakelae är en stenbräckeväxtart som beskrevs av Folk. Heuchera lakelae ingår i släktet alunrötter, och familjen stenbräckeväxter. Inga underarter finns listade i Catalogue of Life.